# (6926) 1994 RO11
(6926) 1994 RO11 (1994 RO11, 1964 VF, 1981 RD4, 1983 CJ, 1990 SV3) — астероїд головного поясу, відкритий 1 вересня 1994 року.
Тіссеранів параметр щодо Юпітера — 3,331.